# Boucieu-le-Roi
Boucieu-le-Roi è un comune francese di 282 abitanti situato nel dipartimento dell'Ardèche della regione dell'Alvernia-Rodano-Alpi.

## Società

### Evoluzione demografica
Abitanti censiti